# Edgar Aabye
Edgar Lindenau Aabye (Helsingør, 1º settembre 1865 – Copenaghen, 30 aprile 1941) è stato un tiratore di fune danese.

## Biografia
Ha partecipato ai giochi olimpici di Parigi del 1900, dove ha vinto, con la squadra mista danese/svedese, la medaglia d'oro nel tiro alla fune, sconfiggendo in finale i francesi del Racing Club de France per 2 a 0.

## Palmarès
In carriera ha conseguito i seguenti risultati:
- Giochi olimpici

Parigi 1900: oro nel tiro alla fune.